# 警察官職務執行法
警察官職務執行法（けいさつかんしょくむしっこうほう、英語:The Police Duties Execution Act、昭和23年法律第136号）は、警察官が「個人の生命、身体及び財産の保護、犯罪の予防、公安の維持並びに他の法令の執行等の職権職務を忠実に遂行するために、必要な手段を定めること」に関する法律（1条1項）である。警職法と略される。
警察の責務を達成するための手段を定めるものとして、警察官の即時強制に関する一般法として制定する。

## 構成
- 第1条（この法律の目的）
- 第2条（質問）
- 第3条（保護）
- 第4条（避難等の措置）
- 第5条（犯罪の予防及び制止）
- 第6条（立入）
- 第7条（武器の使用）
- 第8条（他の法令による職権職務）